# Daniłówka (obwód miński)
Daniłówka (biał. Данілаўка, ros. Даниловка) – wieś na Białorusi, w obwodzie mińskim, w rejonie mińskim, w sielsowiecie Łochowska Słoboda.